# Jolin Tsai
Jolin Tsai (chinesisch 蔡依林, Pinyin Cài Yīlín; * 15. September 1980 in Xinzhuang, heute Teil von Neu-Taipeh, Taiwan) ist eine taiwanische Mandopop-Sängerin, die in Asien berühmt wurde. Sie verfügt über einen Bachelor-Abschluss in englischer Literatur.

## Ausbildung
Auf der Mittelschule intensivierte sich ihr Interesse für englische Sprache und Literatur, was sie später dazu führen sollte, diese zu studieren. Nebenbei entwickelte sie Interesse an der Musik und später besonders am Singen, was Tsais Mutter als positive Eigenschaft aufgriff und sie Gesangsunterricht nehmen ließ. Tsai verließ die Oberschule mit einem außerordentlich guten Abschluss und besuchte im Anschluss die Katholische Fu-Jen-Universität in ihrem Geburtsort Xinzhuang, eine Universität, die besonders angesehen ist für ihre gute Ausbildung im Bereich der englischen Sprache. Im Laufe der Jahre sind dort bereits viele große Entertainer der taiwanischen Prominenz hervorgegangen.

## Biografie

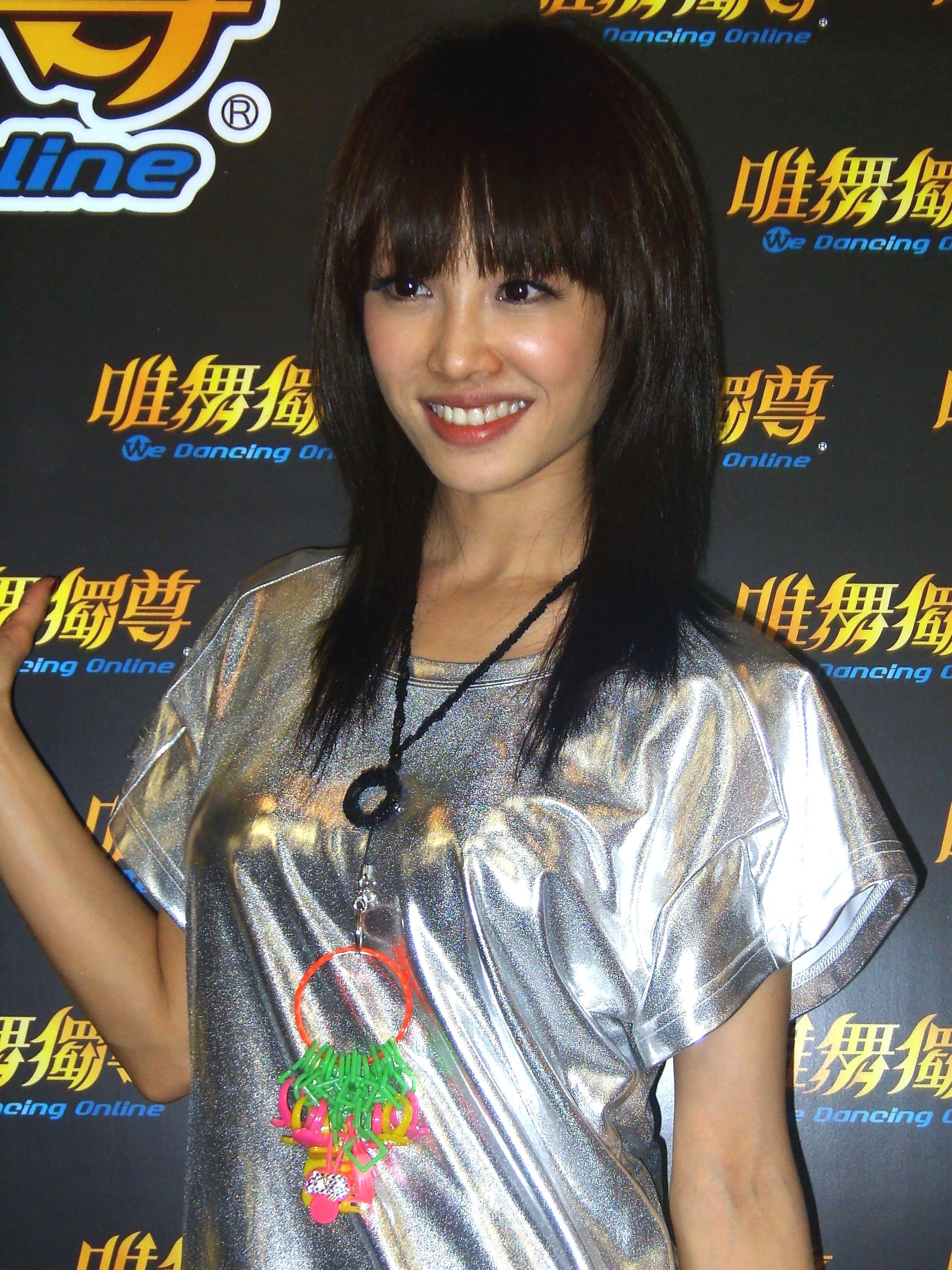
Jolin Tsai wurde Synchronsprecherin für das Spiel We Dancing Online, nachdem sie Dancing Diva veröffentlichte.

Tsai gewann im Alter von 18 Jahren einen MTV Gesangswettbewerb mit Whitney Houstons Greatest Love of All und erhielt einen Vertrag bei Universal Music. Ihre erste Single Living With the World wurde vorerst nur in Supermärkten verkauft, wo es sich zu einem Erfolg entwickelte. Im September 1999 folgte ihr Debüt-Album Jolin 1019, das über 400.000 Mal verkauft wurde und ihr ein Image basierend auf den Charakterzügen einer frechen, jungen Frau einbrachte (Spitzname: Teenage Boy Killer). Das zweite Album Don’t Stop wurde im Mai 2000 veröffentlicht und konnte an den Erfolg des Vorgängers anschließen. Nach zwei weniger erfolgreichen Alben und einem Imagewechsel weg vom Teeny-Image unterschrieb sie einen neuen Vertrag bei Sony BMG. Mit neuer Plattenfirma im Rücken gelang ihr ein Comeback. Ihre erste Single unter Sony BMG, Spirit of the Knight (騎士精神), verzeichnete erneuten Erfolg und brachte die Plattenfirma dazu, ihr bis dato erfolgreichstes Album, See My 72 Changes zu veröffentlichen. Dieses Album enthielt eine Reihe von erfolgreichen Single-Auskopplungen, darunter See My 72 Changes, das die Spitze der Charts erreichen konnte sowie auch Say Love You. Der neue, von ihr präsentierte Stil wurde als weiblicher und verführerischer beschrieben.
Ein Wechsel zu EMI Capitol Records gelang ihr 2006 ein Comeback mit Dancing Diva. Im Jahre 2007 veröffentlichte sie drei Kurzfilme unter dem Namen Agent J, in denen sie als Agentin in London, Paris und Bangkok arbeitet. Der Soundtrack, der 2007 als Album unter dem gleichen Namen veröffentlicht wurde, kündigte einen weiteren Imagewechsel der Mandopopsängerin an, da sie nun auch schwierigere Themen wie den Tod oder den Verrat als Thema für Lieder aufgriff. Zudem veröffentlichte Tsai zwei Bildbände mit Bildern von Fotoshootings in Hawaii und Thailand.
Als Promoaktion für eine Welttournee, veröffentlichte sie das Lied Dancing Forever. Das Album besteht aus 2 CDs sowie einer DVD. Die erste CD enthält Coversongs, unter anderen von ihren Idolen Faye Wong und Sandy Lam. Auch ein Cover, gesungen im taiwanischen Dialekt, von der Rock-Gruppe Wubai sowie ihr eigener Song Pretence auf Kantonesisch sind auf der CD enthalten. Die zweite CD enthält Remix-Versionen der Uptempo-Tracks ihres Albums (Dancing Diva, Attraction of Sexy Lips und Mr Q.), Für die unterschiedliche DJs verantwortlich waren. Die DVD enthält ihr LUX-Konzert in Kaohsiung mit Gastauftritten von Stanley Huang sowie der Boygroup Energy.
Im September 2016 veröffentlichte sie in Zusammenarbeit mit dem schwedischen DJ und Produzenten Alesso eine neu eingesungene Version dessen Liedes I Wanna Know. Diese erschien über das Plattenlabel „Eternal Music Productions“ in ausgewählten asiatischen Ländern. Im Juni 2017 folgte eine Zusammenarbeit mit dem niederländischen Produzenten Hardwell. Hierbei handelt es sich um einen lang erwarteten bis dato lediglich als Instrumental gespielten Track. Unter dem Titel We Are One wurde dieser am 20. Juni 2017 im asiatischen Raum ebenfalls über „Eternal“ veröffentlicht. Der Track wurde von Hardwell jedoch im Rest der Welt am 28. Juli desselben Jahres im Rahmen seiner Hardwell & Friends EP Volume 01, mit Vocals von Alexander Tidebrink anstatt von ihr, als Single und auf der EP herausgebracht.

## Diskografie

### Studioalben
- 1999: 1019
- 2000: Don’t Stop
- 2000: Show Your Love
- 2001: Lucky Number
- 2003: Kan Wo 72 Bian (Magic) (看我72變)
- 2004: Cheng Bao (Castle) (城堡)
- 2005: J-Game
- 2006: Wu Niang (Dancing Diva) (舞孃)
- 2007: Te Wu J (Agent J) (特務J)
- 2009: Hua Hu Die (Butterfly) (花蝴蝶)
- 2010: Myself
- 2012: Muse
- 2014: Pei (Play) (呸)
- 2018: Ugly Beauty

### Kompilationen
- 2002: Together
- 2004: Born to Be a Star
- 2006: J-Top
- 2007: Meng Qi Di (Final Wonderland) (夢綺地)
- 2009: J Shi Ji (Jeneration) (J世紀)
- 2012: J Nu Shen (Ultimate) (J女神)

### Remix-Alben
- 2002: Dian Yin Wu Dao Guan (Dance Collection) (電音舞道館)
- 2004: J9
- 2006: Wei Wu Du Zun (Dancing Forever) (唯舞獨尊)
- 2006: Zui Ai (Favorite Live Concert Music Collection) (最愛)

### Coveralben
- 2008: Ai De Lian Xi Yu (Love Exercise) (愛的練習語)

## Filmografie
- 2001: Six Friends (青春六人行)
- 2002: Come to My Place (來我家吧)
- 2002: Secretly in Love with You (偷偷愛上你)
- 2003: Hi! Working Girl (Hi！上班女郎)
- 2007: Agent J (特務J)

## Tourneen
- 2004–2006: J1 World Tour
- 2006–2009: Dancing Forever World Tour
- 2010–2013: Myself World Tour
- 2015–2016: Play World Tour
- 2019–2020: Ugly Beauty World Tour